# Võru (comune rurale)
Võru è un comune rurale dell'Estonia meridionale, nella contea di Võrumaa. Il comune rurale (in estone vald) amministra il contado della città (in estone linn) di Võru, costituita comune a sé; capoluogo del comune rurale è comunque la città di Võru.

## Località
Oltre al capoluogo il comune comprende 3 borghi (in estone alevik), Kose, Parksepa e Väimela, e 35 località (in estone küla).
Hannuste - Juba - Käätso - Kärnamäe - Kasaritsa - Kirumpää - Kolepi - Koloreino - Kusma - Lapi - Lompka - Loosu - Meegomäe - Meeliku - Mõisamäe - Mõksi - Navi - Nooska - Palometsa - Puiga - Raiste - Räpo - Raudsepa - Roosisaare - Sika - Tagaküla - Tootsi - Umbsaare - Vagula - Väiso - Vana-Nursi - Verijärve - Võlsi - Võrumõisa - Võrusoo